# Фростастадаватн
Фро́стастадаватн (исл. Frostastaðavatn) — озеро в Исландии. Располагается на территории общины Раунгауртинг-Итра. Высота водной поверхности — 570 м (по другим данным, 572 м), площадь — около 2,6 км² (по другим данным — 2,3 км²), средняя глубина — 4,5 м, максимальная глубина — 11 м.
Озеро расположено в южной части Исландского нагорья, недалеко от горного региона Ландманналёйгар и вулкана Гекла. У озера гнездятся дикие птицы. Озеро является популярным местом для рыбной ловли — в частности, там водится арктический голец (Salvelinus alpinus), также встречается кумжа (Salmo trutta).
Добраться до озера можно по автомобильным дорогам F208 и F225.